# 山本博 (お笑い芸人)
山本 博（やまもと ひろし、1978年〈昭和53年〉9月5日 - ）は、日本のお笑いタレント、俳優、声優、元プロボクサー、絵本作家、ゲーム実況者、YouTuber。お笑いトリオ・ロバートのメンバー。群馬県邑楽郡邑楽町出身。吉本興業所属。

## 来歴
小学校時代は少年野球で三番ショートのキャプテンを務め、陸上クラブで走り高跳びの選手だった。動けたことからバスケットのチームにも助っ人で所属。中学時代は軟式テニス部、高校で硬式テニス部に所属するが、うまく適応出来ず退部し、回転寿司屋でのアルバイトに専念。足利工業大学附属高等学校電気科卒業。
卒業後はフォークリフトの運転手として就職する予定で、内定先が決まって入社式も控えていたが、高校卒業間際、友人にお笑いの道に誘われて上京。
1998年、学生時代の同級生だった山崎（元ボートレーサーの山崎智也の実弟）と共にNSC東京校4期生として入学し、コンビ「山本山崎」を結成。しかし、山本を誘った山崎は3ヶ月で中退。以後、様々な同期生と組んでは、解散を繰り返した。NSC卒業間際、秋山、馬場、板倉（インパルス）で組んでいたトリオが解散し秋山、馬場と板倉で山本の取り合いになる。同い年で仲の良かった秋山、馬場とトリオを組むことに決めロバート結成に至る。
2012年10月12日、ロバートとして秋山竜次と馬場裕之と共に福岡県北九州市観光大使に就任。
2013年8月21日、自身の地元である群馬県邑楽町の観光大使に就任。
2015年11月26日、一般人女性と結婚。
2017年7月9日、第1子男児が誕生。
2018年10月25日、自身初の著作「むちゃぶりかみしばい」を出版。
2019年11月15日、個人のゲーム配信チャンネル「ロバート山本ひろしのゲームチャンネル」を開設。記念すべき1本目の動画は『ポケットモンスター ソード・シールド』の初プレイ。
2021年4月23日、『モンスターハンターライズ』のライブ配信中にチャンネル登録者数が10万人を突破した。

## 人物
趣味はボクシング、ポケモン、麻雀、お城巡り、蕎麦屋巡り、体を動かすこと。
特技はルービックキューブ、ロボットダンス、オカリナ。
免許は普通自動車第一種運転免許、プロボクサー、ボクシングトレーナーのライセンス。現在は日本ボクシングコミッションでインスペクター（試合進行）ライセンスを取得し役員として勤めている。
歴史やお城めぐりが趣味で、全国各地に行き一人で回る。すでに現存十二天守全てに訪れている。
「歴史ライブ〜軍師と足軽〜」の出演者だった金田哲（はんにゃ.）、房野史典（ブロードキャスト!!）、長谷川ヨシテル（れきしクン）、いけや賢二（元犬の心）、桐畑トール（ほたるゲンジ）と共に歴史好き芸人ユニット「ロクモンジャー」を結成している。
両親と兄の4人家族で育つ。父親からは小さい頃から「チビペロ」と呼ばれており、中学生になって父親の身長に追いついたタイミングで、「今日からお前は『ペロ』だ」と言われて、「ペロ」と呼ばれるようになる。父親の携帯電話にも、山本の番号は「ペロ」として登録されている。
『クイズプレゼンバラエティー Qさま!!』内の企画でプロボクサー以外にも漢字検定に挑戦し、3級に合格している。2級にも挑戦したが合格点155点のところ、154点と1点足りずに合格を逃した。
ヴィジュアル系ロックバンド・LUNA SEAの「SLAVE（スレイヴ）」 であり、歌番組にLUNA SEAが出演した際は自身のTwitter内で興奮した様子を綴っていた。ロバートの結成15周年を記念して行われたベストコントLIVEでは、LUNA SEAの代表曲であるROSIERを熱唱した事もある。また、この事が縁で過去にテレビ朝日で放送されたLUNA SEAの緊急特番にロバートが出演した事もある。
2009年4月1日放送の『はねるのトびら』300回記念SPで、秋山が交際していた女性と1年前に極秘入籍していた事実を知った際、あまりの衝撃とショックで、貧血の症状を起こしてしまった。
ルービックキューブを1分以内で全面揃えることが出来る。嘗て「はねるのトびら」の企画でこの特技を習得し、同番組内で「キュービックルーマン」と言うコーナー（及びキャラクター）も担当したことがある。これに伴い、同キャラクターを模したルービックキューブも発売されたことがある。
『ウンナン極限ネタバトル! ザ・イロモネア 笑わせたら100万円』のFINALステージで挑戦したサイレントで、テニスのサーブのパントマイムをした際に、思わず「ショアァ！」と声を出してしまった。更に馬場も山本につられて「アァッ！」と声が漏れてしまい、MCの内村光良の采配でネタが一時中断。過去にはバナナマンや麒麟が声を出したことで失格になったが、今回のロバートは失格にはならなかった。その後再挑戦が認められるも敗退を喫した。
第15回『さんま&くりぃむの芸能界(秘)個人情報グランプリ』の体がキレてて当たり前！スター体力部門では、20mシャトルラン編で90回以上の記録を叩き出して、1位のハリー杉山に次ぐ全体2位の記録を残し、バランスボール部門では前回の優勝記録である神保悟志の2分13秒16を大きく上回る15分09秒63の記録を残して、ぶっちぎりの優勝を果たした。
もともと歴史時代劇が好きで、近年はドラマや映画に一般ボランティアエキストラとして登録し、オフの日に出演料や交通費も出ない中、完全プライベートで参加している。映画のエキストラ現場では演者はおろかスタッフでさえも山本の存在に気付かず、撮影終了後に公開された映像にも映っていないことが多いと言う。
個人のゲーム配信YouTubeチャンネルでは、開設以降は暫く『ポケモン』シリーズのみを配信していたが、次第に『あつまれ どうぶつの森』『信長の野望・全国版』『ルイージマンション3』『Dead by Daylight』『モンスターハンターライズ』『マインクラフト』『Among Us』『APEX Legends』『スプラトゥーン2』『ドラゴンクエスト』など豊富なジャンルのゲームをプレイしている。
群馬県出身であるが、ガレッジセールのゴリに誘われて沖縄県人会に加入している。だが、方言が分からないため50人ほどが参加しているLINEグループが「しんどい」と『しゃべくり007』で発言した。

### ちびまる子ちゃん
『ちびまる子ちゃん』の大ファンであり、毎週欠かさず録画して見る程である。山本曰く「年に1回くらい、めちゃめちゃ感動する話があって、その“当たり”が楽しみ」とのこと。とある飲み会で山本がこの発言をしたところ、たまたま隣にいた女性が「私もなんです」と話に入ってきた事から意気投合して交際に発展し、この出会いがきっかけとなって山本はその女性（現在の妻）と結婚に至ったというエピソードがある。また、「ちびまる子ちゃん」の魅力について山本は「常日頃ある、子供にとっての大事件がいっぱい詰め込んであるんです。小さいことだから、大人になると忘れがちなことなんですけどね。それをノスタルジックになりたいときとか、夜中にお酒を飲みながら見ると、めちゃくちゃハマるんですよ。」と語っている。
2021年8月22日放送の『ちびまる子ちゃん」「～まるちゃん大好き!8月のゲスト声優まつり」第4弾で「まる子と3人の風来坊」の話に、旅好きの若者3人役としてゲスト声優出演を果たした。

### ポケットモンスター
『ポケットモンスター 赤・緑』の発売当時はポケモン＝子ども向けのイメージを抱いていたため、一切プレイしていなかった。2004年、テレビ東京系『ポケモン☆サンデー』（以下『ポケサン』と表記）のレギュラー出演を機に『ポケモンエメラルド』を始め、最初はモンスターと戦うだけのゲームだと思っていたが、次第にバトルでのレベルの高い駆け引きに魅了される。『ポケットモンスター ダイヤモンド・パール』でもバトル要素にのめり込み、プレイ時間がカンスト(999時間59分)になるまでやり込んだ。以降もシリーズが発売される度にバトルで使用するポケモンの育成に勤しみ、先述の『ポケサン』と『ポケモンスマッシュ!』（以下『ポケスマ』と表記）内で全6回開催された「ポケモン最強王座決定戦」ではメンバー内最多の3回優勝を果たしている。
『ポケスマ』のコーナーで行われていた視聴者バトルにおいて『ブラック2・ホワイト2』のソフトでは、山本に対戦を申し込んだ一般視聴者に対して1度も敗北を喫したことは無かった。ダブルバトルで行われていた対戦では4匹の手持ちのうち、1匹も倒されずに完封勝利することも多々あった。
バトルでは素早さに特化したポケモンを使用することは少なく、むしろ素早さが遅いドータクンやデスカーン、ズルズキンなどを使用し、トリックルームで素早さを逆転させて先制攻撃をする手法を行うことが多い。先述の第3回『ポケサン』最強王座決定戦の準決勝ではこのやり方で前回王者のしょこたん部長(中川翔子)に初勝利した。
『ポケモンの家あつまる?』に度々ゲスト出演し、中川やヒャダイン、たかし(トレンディエンジェル)ら芸能界の強豪相手にも勝利した経験を持つ。
その活躍ぶりから、ある日の劇場終わりに、出待ちをしていた当時小学生の男の子から「弟子にしてください」と要望された。最初は弟子など取っていなかったために断っていたが、後日、その男の子の父親から懇願されたため、冗談半分で「〇番弟子」と番号を付けていた。その出来事がTwitterで話題となるや否や、山本のTwitterアカウントには「弟子にしてください」とリプライが殺到。一時は5番、12番と番号を付けて対応していたが、1日中仕事の合間を縫っては番号を付ける日々があまりにも続いたため、ある日を境に番号付けをストップしたが、その時点で既に6000人を超える弟子がいるまでになった。中にはアラビア語でメッセージが届き、翻訳ツールで調べたところ「弟子にして。ヒロシ」と書かれていた。それに対して「君は〇番弟子だよ」とアラビア語で返信した。日本に限らず海外のポケモンファンにも存在が知られることから、ポケモンの世界大会の会場に足を運ぶと海外の方から「ナイストゥミートゥー」と挨拶されると述べている。
最近では地方営業や街中で出会った子どもからバトルを申し込まれた際には、仕事の都合もあるため時間制限を決めてバトルを行っている。もし対戦相手の子どもが山本に勝利したときは、記念に山本が身銭を切って作成したお手製の「ヤマモトジムバッジ」を贈呈している。しかし、いざバトルをすると山本に勝てず、現にバッジを所有しているプレイヤーも全国的にも数少ないと言う。実際に山本に勝利してバッジを獲得したプレイヤーは、ポケモンの大会で日本代表に選出される猛者であるほど、バッジ獲得は容易ではないことが分かる。
『ポケスマ』のロケで山本の実家に訪れたことがあり、両親がそれぞれ好きなポケモンを聞いたところ、父がミジュマル、母はギギギアル。
同番組では「ハンサム山本」「ヘ山本」「ナゾの青年 Y」などのキャラクターを持つ。
同じテレビ東京系の『おはスタ』では「ポケモン部」で部長を務めている。
『ポケットモンスター ソード・シールド』のプレイと同時に、ゲーム配信に特化した自身のYouTubeチャンネルを開設。配信中に野生のタタッコに遭遇した際、奇跡的に色違いに出会うも、その事態に気づかぬまま倒してしまった。その映像はライブ配信で公開され視聴者から色違いであることを教示するコメントが多かったが、コメントの公開にはタイムラグがあるため、山本の目に届いた時には既に倒してしまっていた。そこからもう一度同じ場所で色違いのタタッコに再会すべく、厳選を始め34時間46分の時間を費やして悲願の再会・捕獲を果たした。
チャンネルでは自身がポケモンにハマる前に登場した作品『赤・緑』『ポケットモンスター 金・銀』『ポケットモンスター ルビー・サファイア』をプレイしたり、不定期で視聴者参加型のポケモン交換会などを開催したりしている。また色違い厳選にも精力を注いでおり、前述のタタッコを始め、レジエレキ、ドーミラー、ミカルゲの色違いをゲットしている。交換会ではタマゴ孵化で色違いが出るまでに生まれたポケモンをプレゼントすることが多く、運よく山本と交換成立した視聴者は、その嬉しさからか色違いのポケモンを交換に出すことが多い。

## プロボクサーとして
『Qさま!!』の企画でプロボクサーのライセンスを取得。取得に向けて挑んだプロテストでは、1回目の挑戦は不合格に終わるも、2回目で合格しリベンジを果たした。尚、プロテストは1人3回まで受検可能であるが、2回目の受検前に山本は「これ(2回目)で最後にする」と自らに追い討ちをかけたうえでの挑戦であった。
2014年11月26日、後楽園ホールにてイマオカボクシングジム所属、リングネーム「ロバート山本」としてプロボクシングデビュー、高橋陸（現：ジロリアン陸）相手に4回TKO勝利。ライセンス失効まで1年を切っていた当時36歳での挑戦だった。
2015年、ボクシングのトレーナーライセンスを取得。2019年より日本ボクシングコミッションの研修を始め、2024年2月には、インスペクター（試合進行）ライセンスを取得。2023年12月に起こった、穴口一輝の試合後の死亡事故が取得のきっかけだったという。同年5月6日に東京ドームで開催された「井上尚弥 対 ルイス・ネリ戦」では、井上尚弥のサポート役として、井上の後ろをネクタイに仕事用の上着を着る山本が歩く動画や、リング上で井上を直立不動で見守る写真がアップされ、X (旧Twitter)でトレンド入りした。

### 戦績
- プロボクシング：1戦 1勝 (1KO) 無敗

| 戦           | 日付           | 勝敗 | 時間    | 内容 | 対戦相手                 | 国籍 | 備考           |
| ------------ | -------------- | ---- | ------- | ---- | ------------------------ | ---- | -------------- |
| 1            | 2014年11月26日 | 勝利 | 4R 1:11 | TKO  | 高橋陸（フラッシュ赤羽） | 日本 | プロデビュー戦 |
| テンプレート |                |      |         |      |                          |      |                |

## 絵本作家として
2018年に自身初の著作である絵本「むちゃぶりかみしばい」を出版した。きっかけは3年前に『おはスタ』の収録中に秋山が「『少年と魔法のサスペンダー』っていうタイトルのかみしばいを作ってくれ」と突然の無茶ぶりから始まった。5枚の絵で完結する物語を1週間で作成し、番組内で発表したところ、視聴者からの反響が良かったため、それを自身のライブ「ロバート企画」でも披露。以後2ヶ月に1本のペースで新作を完成させ、3年間で完成させた物語は20作にも及んでいた。
紙芝居のタイトルは「シャリーと無意味な飛行場」「バード兄弟となめにくいハッカーキャンディー」「メディエーヌ姉妹と黒いポテトグラタン」「マディと漆黒のパイクリーム」「バラディアナ将軍のホントに謙虚なGO!サイン」など、秋山が響きの良さだけで思いついたお題を発表し、それを聞いて1週間で1つの物語に仕上げる。お題は情報量が多く、且つ検索ワードでは出てこないような独特の言葉選びで毎回悩ませているが、時には「白い帽子」とシンプルすぎることで悩ませることもある。ごく稀に山本側からタイトルを要求されることもあり、実際に秋山とのLINEで「『四頭の鹿と蝶になった専属カバン持ち』で。」と秋山から送ったところ「了解。」と返信が来たという。完成不可能に近いお題のタイトルでも山本が1週間で何とか完成させることで、秋山が対抗意識を燃やし「かっぱ巻き弁護士スナオと不思議な泡のトランシーバー」「イカダに乗った書道家ロンと裏切りの和風レバニラ炒め」「マルティアード姉妹と9つのハヤシライス」など、秋山はとにかく山本を困らせようと、益々難しいお題を要求する。
完成した作品はライブで1回披露した限り、使う機会が殆どないため、せっかく制作した作品を形にすべく文芸社の「えほん大賞」に本名の山本博のみで、ロバートの名前を使わずに公募したところ、出版社から「なぜこんな作品を作られたのか、一度お話をお伺いしたいです」と連絡を受け取り、独特の内容や色彩感覚に目を惹き出版に至った。日頃から絵本に携わり、年間2000冊近くの絵本を読む編集者にとっては最初の2～3ページを読むと、オチが分かってしまうことが多いが、山本の作品は最後まで読んだという。

## エピソード

### Qさま！でボクシング挑戦
鈴木おさむが山本をメインでボクシングができる企画を考えているとスタッフ伝に言われ、その内容がプロテストを受けるというものだった。ハードなトレーニング生活が続いたが、密着を受け入れてくれているジムの期待に応えたいと想い、1年以上に及ぶトレーニングの末、プロテストでは1度目は不合格となるが、2度目で合格。ボクシングの世界では37歳で引退となるが、36歳のライセンス更新の際に、試合を経験していないことを後悔すると思い、1年かけて1試合だけ闘うことを決意。ただ、テレビの密着などで大々的にやることはないと『Qさま！』のプロデューサーには伝え、同じ旨を具志堅用高が主催する「具志堅会」という食事会で具志堅に伝えたところ、「絶対やめた方がいい」と止められた。しかし、どうしても諦めきれず1ヶ月後の具志堅会で再度気持ちを伝えたところ、「やろうやろうやろう！」と前のめりだった。また、大々的にやることはないと伝えたところ、「何でそれを隠すんだ」と言われ、密着が付くこととなった。

## 出演作品

### テレビバラエティ
- 潜在異色〜人気芸人が初めて見せるヒミツの出し物〜（2010年1月16日 - 3月27日、日本テレビ系）
- おはスタ（2015年4月 - 2023年10月6日、テレビ東京） - 金曜日レギュラー ※2015年4月7日から2016年4月1日まではトリオで火曜日レギュラー、2017年4月6日から2019年3月21日までは木曜レギュラーとして出演していた。
- ポケモンの家あつまる?（2015年11月22日 - 2020年12月13日、テレビ東京）

### 教養番組
- Kids′ World（2019年12月21日 - 2020年3月28日、北陸朝日放送）- リポーター
- 日本最強の城スペシャル（2024年3月15日、NHK）
- 大人が知らない日本の新常識　第13弾〜東北の竜！独眼竜政宗の足跡を巡る！〜 （2024年9月21日、BSフジ）

### テレビドラマ
- 世にも奇妙な物語 20周年スペシャル・春 〜人気番組競演編〜「ナデ様の指輪」（2010年4月4日、フジテレビ） - 本人役
- ミステリなふたり 第2話・最終話（2015年4月21日・6月23日、メ〜テレ） - 桑原二郎 役（特別出演）[注 9]
- お前はまだグンマを知らない（2017年3月7日 - 28日、日本テレビ） - 担任 役
- 僕はどこから 第1話・第2話・第5話（2020年1月9日・16日・2月6日、テレビ東京） - 金田 役
- 極主夫道 第7話（2020年11月22日、読売テレビ・日本テレビ系） - おもちゃ屋の店長 役
- ゼイチョー〜「払えない」にはワケがある〜 第8話（2023年12月9日、日本テレビ） - 清宮 役
- 不適切にもほどがある! 第3話（2024年2月9日、TBS） - 堤ケンゴ 役
- あのクズを殴ってやりたいんだ（2024年10月8日 - 12月10日、TBS） - 倉持一利 役[43]

### ウェブテレビ
- P-Sports〜目指せ、ポケモンバトルマスター!〜（2018年1月24日 - 6月9日、AbemaTV ウルトラゲームス） - P-Sports四天王 ヒロシ
- 知れば100倍楽しめる！井上尚弥〝世紀の一戦〟が東京ドームにくる～SP（2024年4月22日配信、アマゾンプライムビデオ）
- インスタントループ（2024年10月23日配信、BUMP） - バンドウ 役[44]
- ストーカーを死にたくなるくらい溺愛してみた（2024年12月3日配信、FANY：D）-コンビニ店長 役

### 映画
- 人生サイコウ!（2014年3月23日・24日、第6回沖縄国際映画祭にて上映、よしもとクリエイティブ・エージェンシー） - 主演・紡 役
- お前はまだグンマを知らない（2017年7月22日、KATSU-do） - 担任 役
- 耳かきランデブー（2018年10月20日、KATSU-do） - 須田啓太 役
- アンダードッグ（2020年11月27日、東映ビデオ） - 村石 役[45]
- 夢叶えるプロジェクト（2023年12月8日 - 10日、ふるさと映画祭にて上映、モバコン） - 清水康平 役[46]

### ラジオ
- さまよえるパパたちへ（2024年 - 、NHKラジオ第1）

### 舞台
- アメツチ「ジャック・モーメント」（2024年6月5日 - 9日、六行会ホール） - ストライク 役[47]
- 劇団TEAM-ODAC「ぶっ壊したい世界」（2024年10月2日 - 6日、俳優座劇場）-フーミン 役

### 吹き替え
- ビートルジュース ビートルジュース（2024年） - 死後の世界のクリーニング屋 役[48]

## 書籍
- むちゃぶり かみしばい（2018年10月25日、文芸社）[49]- ISBN 978-4286201344